# Вејверли (Пенсилванија)
Вејверли (енгл. Waverly) насељено је место без административног статуса у америчкој савезној држави Пенсилванија.

## Демографија
По попису из 2010. године број становника је 604.
| Група             | 2000.    | 2010.       |
| Белци             | 0 (0,0%) | 583 (96,5%) |
| Афроамериканци    | 0 (0,0%) | 3 (0,5%)    |
| Азијати           | 0 (0,0%) | 3 (0,5%)    |
| Хиспаноамериканци | 0 (0,0%) | 14 (2,3%)   |
| Укупно            | 0        | 604         |